# 8463 Naomimurdoch
8463 Naomimurdoch este un asteroid din centura principală de asteroizi.

## Descriere
8463 Naomimurdoch este un asteroid din centura principală de asteroizi. A fost descoperit pe 2 martie 1981 la Siding Spring de Schelte J. Bus. Asteroidul prezintă o orbită caracterizată de o semiaxă mare de 3,20 ua, o excentricitate de 0,17 și o înclinație de 2,7° în raport cu ecliptica.